# Marián Kelemen
Marián Kelemen (Michalovce, Eslovaquia, 7 de diciembre de 1979) es un exfutbolista eslovaco que jugaba en la demarcación de portero. Su último equipo fue el Jagiellonia Białystok de la Ekstraklasa.

## Selección
Ha sido internacional con la selección de fútbol de Eslovaquia 2 veces, siendo suplente por la Clasificación al Mundial de Alemania 2006.

## Clubes
| Club                   | País            | Año       |
| ---------------------- | --------------- | --------- |
| Slovan Bratislava      | Eslovaquia      | 2000-2001 |
| Bursaspor              | Turquía         | 2002-2003 |
| Slovan Bratislava      | Eslovaquia      | 2003      |
| FK Ventspils           | Letonia         | 2004      |
| Tenerife               | España          | 2004-2006 |
| Vecindario             | España          | 2006-2007 |
| Aris Salónica          | Grecia          | 2007-2008 |
| Numancia               | España          | 2009      |
| Śląsk Wrocław          | Polonia         | 2010-2014 |
| 1. FK Příbram          | República Checa | 2015      |
| MFK Zemplín Michalovce | Eslovaquia      | 2015-2016 |
| Jagiellonia Białystok  | Polonia         | 2016-2019 |